# Parafia św. Bartłomieja Apostoła w Zbyszycach
Parafia pw. Świętego Bartłomieja Apostoła w Zbyszycach - parafia rzymskokatolicka znajdująca się w diecezji tarnowskiej w dekanacie Nowy Sącz Centrum. Erygowana w XIII wieku. Mieści się pod numerem 29. 
Od 1991 prowadzą ją księża Duchacze. Parafia liczy 170 wiernych (nieco ponad 30 rodzin) i jest najmniejszą w diecezji.